# 江湛
江湛（407年—453年），字徽淵，濟陽考城人。湘州刺史江夷之子。南朝宋官員，與徐湛之俱甚得宋文帝重用，曾大力支持第二次元嘉北伐，並參與文帝廢立太子的圖謀，但在太子劉劭發動的兵變中被殺。

## 生平
江湛初任著作佐郎，又先後任司徒劉義康的行參軍，左將軍劉義宣的功曹，司徒主簿及太子中舍人。當時司空檀道濟想為兒子向江湛妹妹請婚，但江湛不肯，劉義康親自下命令也不聽，當時人遂看重他堅定意志的精神。時劉義康欲親近他，然而江湛反求外任作迴避，出任武陵內史。後歷太子中庶子及尚書吏部郎。元嘉二十一年（444年），江湛任北中郎將、南徐州刺史劉誕的長史，兼南東海太守，州事都由江湛管理。
元嘉二十五年（448年），江湛獲徵入朝當侍中，領本州大中正，得掌機密重任。後遷左衞將軍，又在改選國子學職位時與何攸之同領博士。元嘉二十七年（450年），江湛遷吏部尚書，身居要位。同年，宋文帝意圖北伐，江湛、王玄謨及徐湛之等人都同意，文帝遂不理大部分朝臣的反對意見，執意出兵。可是，該次北伐遭遇失利，當年年末魏軍更南攻至長江北的瓜步山，聲言要南渡。時建康戒嚴，江湛兼領軍，主理軍事處分。不久魏帝請聯姻休兵，文帝召了眾臣討論，大部分官員，包括一直反對北伐的太子劉劭都認為應該答允，惟江湛認為魏人沒信義，不宜答允。劉劭聽後大怒，聲色俱厲地說：「現在三位宗王尚在危險中，怎能隨便持異議。」會議完結後江湛更遭劉劭班劍隊及隨從推撞，差點跌倒。劉劭當時更將北伐失敗的罪責歸咎予江湛，建議文帝處斬江湛，只是文帝表示罪責在己，沒有處罰江湛。然而此後劉劭與江湛關係變得很惡劣，劉劭舉宴都沒有召江湛，並常對文帝說：「江湛是佞人，不應該親任呀。」不過文帝仍重用江湛，與後來任尚書僕射的徐湛之俱居要位，得當時人並稱二人為「江徐」。文帝為緩解矛盾，更命劉劭長子劉偉之娶江湛第三女。
不過，劉劭後被揭發以巫蠱之事對付文帝，事件發展終令文帝有廢太子的意圖，江湛亦有參與，並支持妹婿南平王劉鑠為太子。不過其時文帝和徐湛之皆另有人選，侍中王僧綽雖勸文帝早下決斷，但文帝久久都不能決斷。元嘉三十年（453年），劉劭先發制人，率東宮軍進入宮中弒殺宋文帝，時江湛在尚書當值，知道劉劭發動政變，慨嘆沒有聽王僧綽的建言，並躲在尚書旁邊的小屋中。不過劉劭還是派部隊搜捕江湛，小屋舍吏對士兵說謊道江湛不在屋，然被識破被殺，江湛亦為其所獲，並在窗邊被殺，享年四十六歲。死前也沒有一點屈服的神色。江湛五個兒子都被劉劭殺害。
同年，武陵王劉駿起兵討平劉劭，登位後追贈江湛左光祿大夫、開府儀同三司，加散騎常侍，諡忠簡公。

## 性格特徵
- 江湛喜好文辭，也好弈棋和鼓琴，亦通算術。
- 江湛居喪以孝聞名，且家貧節儉，亦不經營財貨，後雖官任吏部尚書，皇帝寵臣，但也不收取別人送來的禮物，衣食都是僅僅足夠。曾經因為衣服沒洗好而稱病不應帝召，直至衣服能穿上才去。他的牛餓了，駕牛車的人遂問江湛取草給牛吃，但江湛很久才決定讓牛喝水。在選任官員上，曾經被人指責咼於苛刻，但他一直堅持公平無私，也不受巴結和好處，亦得當時人稱許。

## 家庭

### 妻妾
- 褚氏，褚秀之女。[1]
- 庾氏。[2]
- 王氏，庶妻。[3]

### 子女
- 江恁，長子，娶宋文帝第九女淮陽長公主，官至著作佐郎，被劉劭殺害。
- 江恕，湛子，被劉劭殺害。
- 江憼，湛子，被劉劭殺害。
- 江愻，湛子，被劉劭殺害。
- 江法壽，湛子，被劉劭殺害。
- 江氏，湛三女，嫁劉劭子劉偉之。

### 孫
- 江斅，江恁與淮陽長公主之子，娶宋孝武帝女臨汝公主，官至侍中、領祕書監。

## 延伸阅读
[在维基数据编辑]
 《宋書/卷71》，出自沈约《宋书》